# Monimosocia
Monimosocia là một chi bướm đêm thuộc phân họ Tortricinae của họ Tortricidae.

## Các loài
- Monimosocia parvisignis (Meyrick, 1931)